# Pleurophorus caesus
Pleurophorus caesus is een keversoort uit de familie bladsprietkevers (Scarabaeidae). De wetenschappelijke naam van de soort is voor het eerst geldig gepubliceerd in 1796 door Creutzer.